# Ільницький Василь Степанович

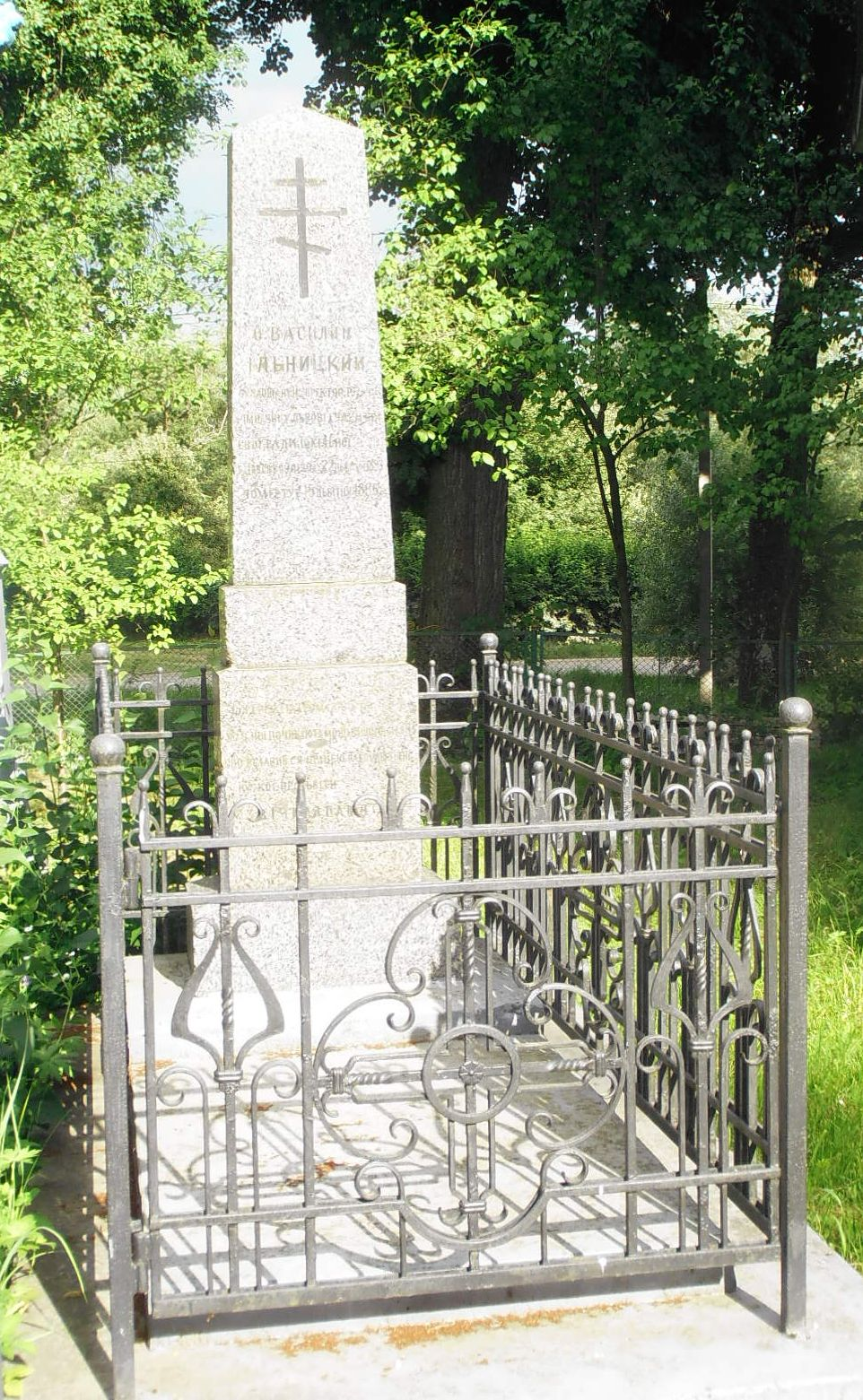
Могила о. Василя Ільницького

Васи́ль Степа́нович Ільницький (псевдоніми Стефанович В., Стефанович В. Д., Василько Мудрагель, Денис з-над Серету, Денис з Покуття; 22 квітня 1823, Підпечери Тисменицького повіту, тепер Тисменицький район, Івано-Франківська область — 15 квітня 1895, Підпечери Тлумацького повіту, Королівство Галичини та Володимирії, Австро-Угорщина) — український історик, культурний діяч, педагог, письменник, театральний критик, священник УГКЦ.

## Життєпис
Народився 22 квітня 1823 року в с. Підпечери Тисменицького повіту (нині Тисменицький район, Івано-Франківська область, Україна). Походив з родини священика.
Навчався у гімназіях міст Станиславова (цісарсько-королівська), Тернополя (єзуїтська), Львова. 1840 року став студентом Львівського університету, 1841 року переїхав до Відня, навчався у «Цісарському конвікті».
У 1846 чи 1847 році висвячений на священника, служив у селі Воскресинцях під Коломиєю.
30 травня 1848 р. брав участь в «народному руському фестині» Руської Ради у м. Станиславів. 1848 року в часі «Весни народів» входив до складу львівського «Собору руських учених».
1858 року очолив Другу українську гімназію у Львові, з 1861 — директор вищої гімназії в Тернополі, 1868 — перший директор Львівської академічної гімназії. Член краєвої шкільної ради.
Його науково-публіцистичні записки:
- «Собор учених русинів 19–26 жовтня 1848»,
- «Проект органу Матиці»,
- «Рік 1848»,
- «Зав'язане ради руської в Станіславові. Буча польська»,
- «Виклад про слов'янську філософію»,
- «З'їзд учених в Львові»,
- «Записки руського путешественника», 1864,
- «Способи, якими поляки галицькі намагаються розслабити організм народний русинів».

Друкувався у виданнях «Батьківщина», «Діло», «Газета шкільна», «Зоря», «Ластівка».
Обраний до першого виділу «Просвіти» у Львові.
Писав історичні розвідки та нариси-дослідження:
- «Олександр, князь Белзький»,
- «Стародавній Звенигород», 1861,
- «Стародавня Теребовля», 1862,
- «Перші напади татар на Русь»,
- «Князь Лев»,
- «Початок Русі»,
- «Нестор — перший літописець руський»,
- «Перегляд південно-руської історії від 1337 до 1450», 1875,
- «Історія України за часів Петра Великого. Павло Полуботок. Петро Калнишевський» — 1886,
- «Уступи з історії України і козацтва. Україна перед роком 1646. Дві облоги Львова Хмельницьким (1648 і 1655)»
- серія публікацій «Життя знаменитих князів, гетьманів, героїв і інших мужів руських».

Як літератор написав повість «Рогніда-Горислава» та драму «Настася».
Іван Франко повідомляв, що завершував роботу над триактовою політично-літературною комедією «Жаби», в якій мали бути висміяні В. Ільницький, І. Шараневич, О. Огоновський, О. Партицький, В. Площанський. Комедію не надрукували, її рукопис невідомий.